# Карара (национальный парк)
Карара (исп. Parque nacional Carara) — национальный парк в Коста-Рике.
Карара основан как природный резерват 27 апреля 1978 года. В ноябре 1998 года ему присвоен статус национального парка. Cегодня его площадь составляет 52 км².
Карара находится на тихоокеанских склонах Кордильеры и прибрежной низменности в 48 км западнее от столицы Сан-Хосе и в 24 км севернее прибрежного городка Хако. К юго-востоку от Карары на побережье расположен национальный парк Мануэль Антонио. Территория парка покрыта первобытными дождевыми лесами, однако, через территорию протекает и река Тарколес, самая загрязнённая в стране.
На территории подтверждено обитание 432 биологических видов, некоторые из них являются эндемиками Коста-Рики. Символ парка — красный ара, здесь расположена одна из крупнейших его популяций в Центральной Америке. Также в парке обитают и другие птицы — попугаи, колибри, дятловые, якамаровые, момотовые, трогоны, цапли и прочие.
В Караре обитают 52 вида пресмыкающихся, в том числе крупный острорылый крокодил. Из земноводных типичен красящий древолаз, всю жизнь практически не покидающий деревьев.
Из млекопитающих представлены обезьяны, ленивцы, коати, агути, колумбийский олень, кинкажу. Также была интродуцирована пума, ранее обитавшая здесь.
В национальном парке Карара есть пятнадцать доколумбовых археологических памятников периода от 300 г. до н.э. до 1500 года нашей эры.

## Галерея

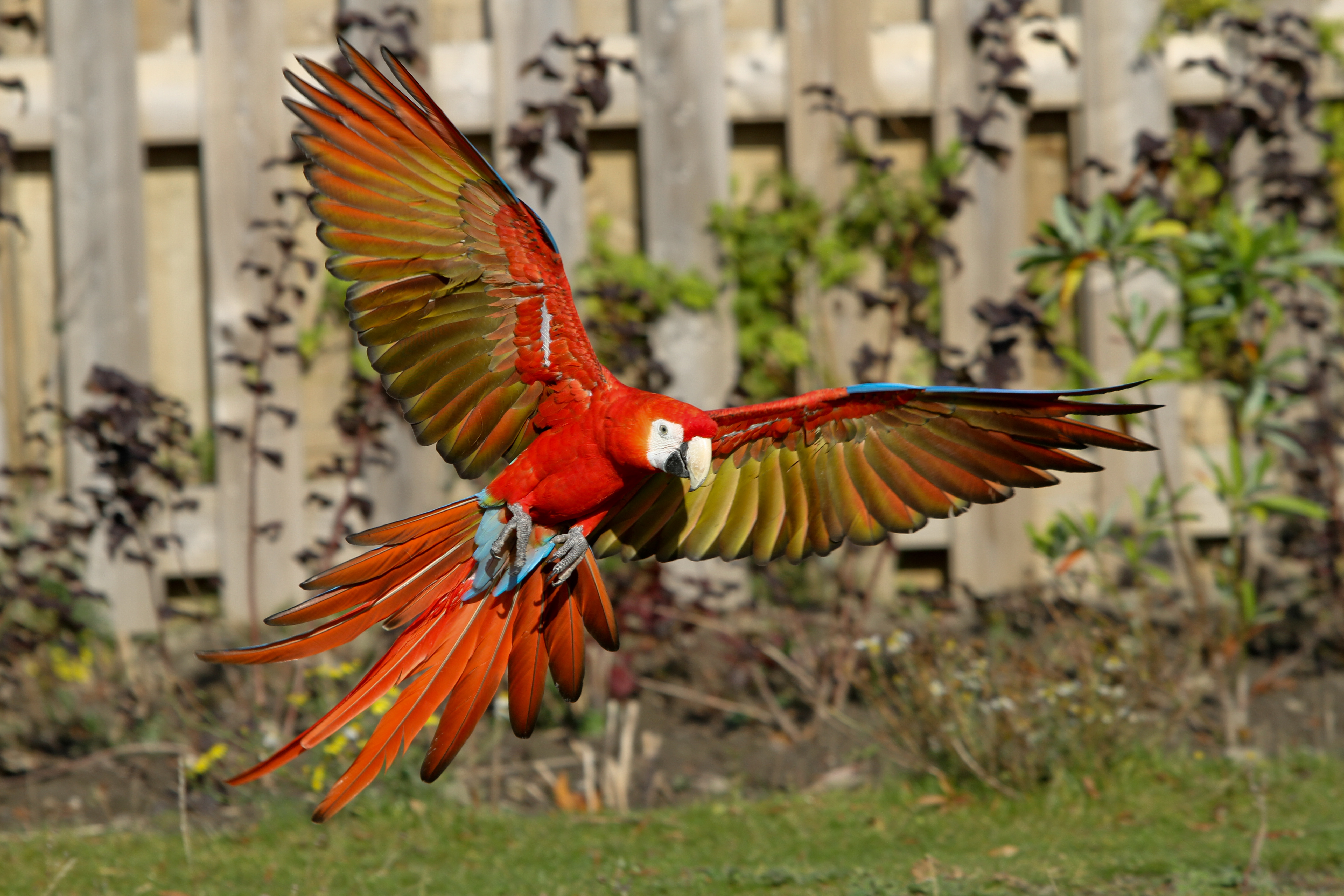
Красный ара
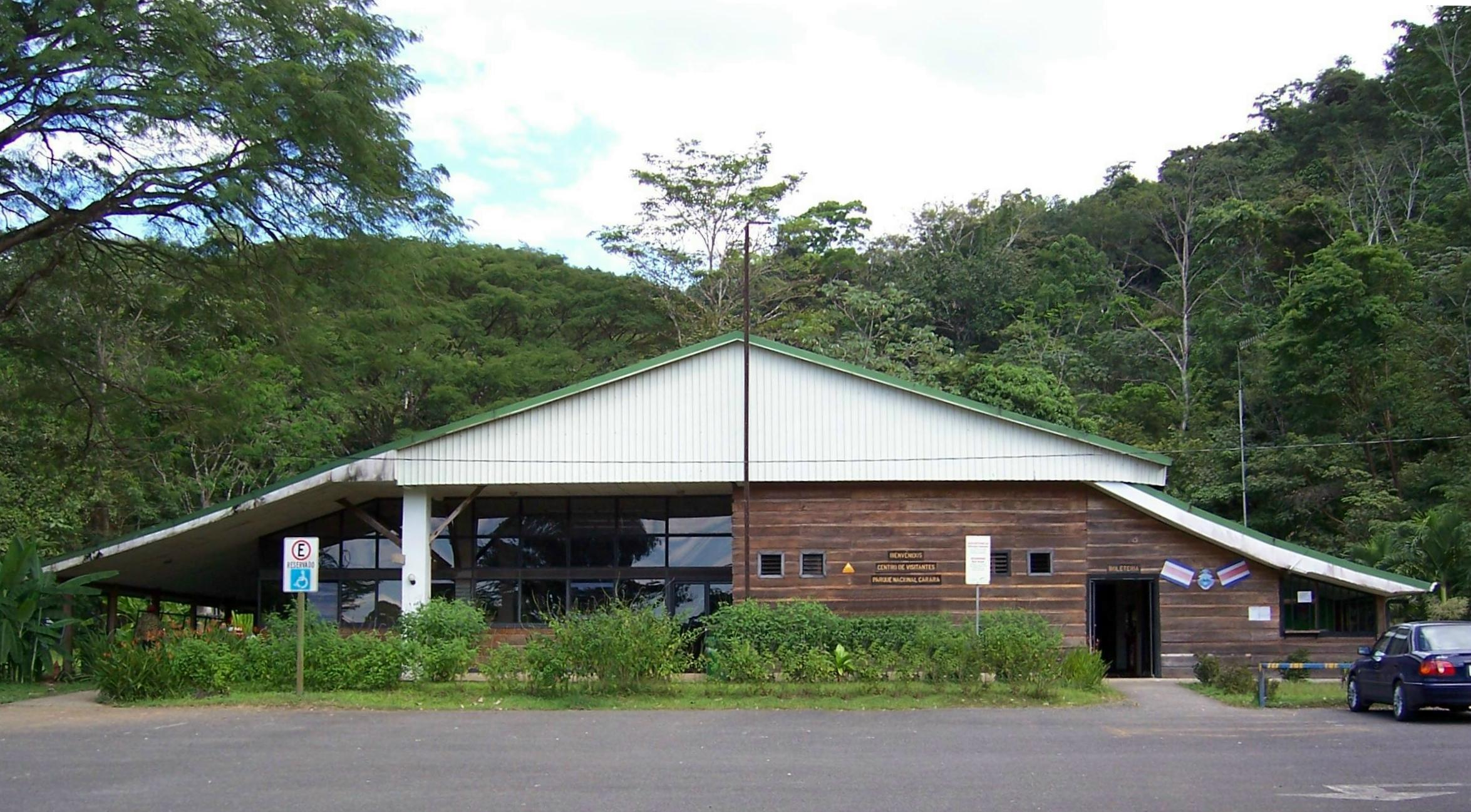
Вход в парк
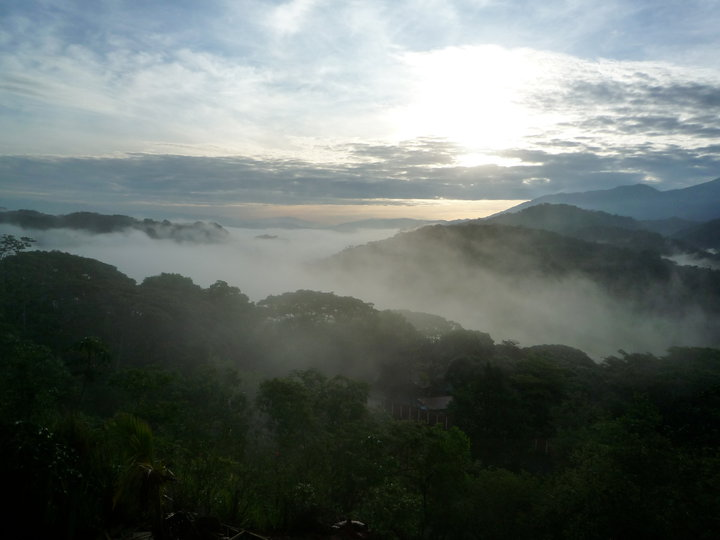
Карара с высоты птичьего полёта
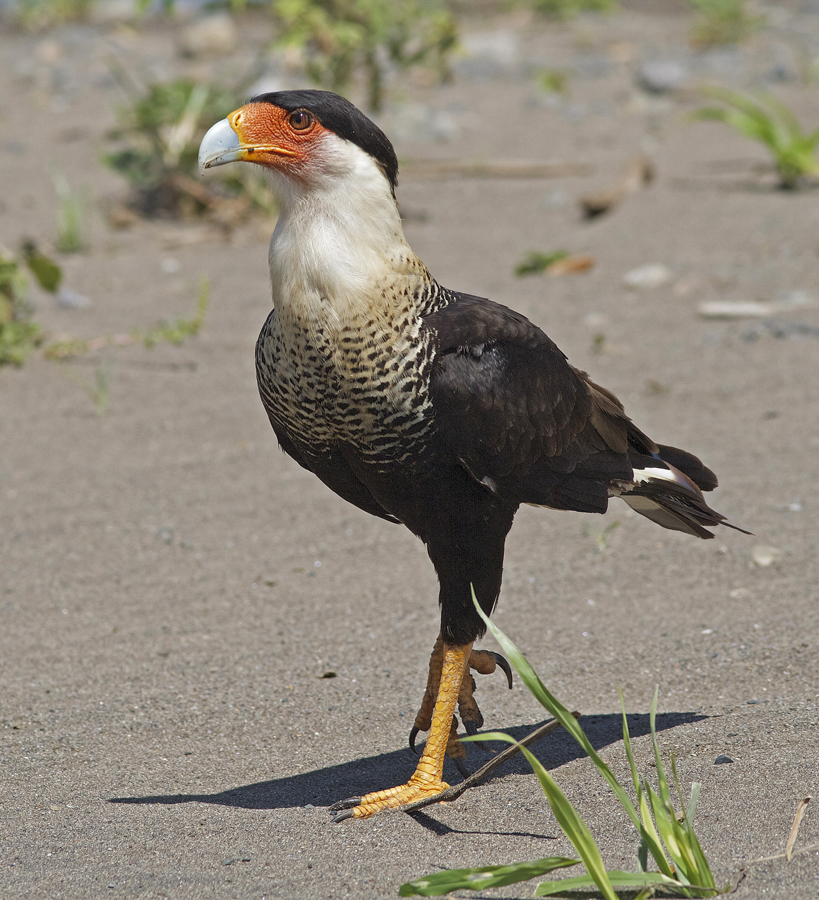
Хищная птица каранча